# Oued Sikkak
Oued Sikkak ou simplement Sikkak (arabe : سكاك) est une petite rivière dans le nord-ouest de l'Algérie dans la région de l'Oranie. Il passe à l'est de Tlemcen et se jette dans le fleuve de l'Oued Isser, qui à son tour se jette dans le fleuve Tafna. Le barrage du village de Aïn Youcef, est alimenté par cette rivière. 

## Présentation
Oued Sikkak à l'est de Tlemcen et se jette dans le fleuve Tafna. Cette rivière a également été le théâtre de la bataille de la Sikkak, qui s'est déroulée le 6 juillet 1836. Cette bataille a opposé les troupes du général Bugeaud à celles d'Abdelkader.

## Bassin de Oued Skikak
Le bassin versant de l’Oued Sikkak, situé dans le nord-ouest de l’Algérie, s’étend sur une superficie de 218 km² avec un périmètre de 65 km. Il est caractérisé par un relief marqué, avec une altitude moyenne de 475 m et un indice de pente global de 0,037. 
Ce bassin abrite un barrage à Aïn Youcef d’une capacité de 30 Hm³, essentiel pour la gestion des ressources hydriques de la région. Sur le plan géologique, il se divise en deux secteurs distincts : au nord, une dépression composée de marnes miocènes et de conglomérats plio-quaternaires surmontés par des alluvions, et au sud et à l’est, des massifs montagneux jurassiques comprenant calcaires, dolomies et grès, souvent karstifiés. 
L’hydrologie de ce bassin est marquée par une irrégularité notable des précipitations, avec une moyenne annuelle de 480,5 mm, variant de 800 mm en 1963-1964 à 206 mm en 1994-1995. Les écoulements suivent cette variabilité, avec une moyenne annuelle de 104 mm. Le bassin est également sujet à une saisonnalité hydrologique, les mois de mars et avril étant les plus pluvieux, tandis que l’été est pratiquement sec.